# Gottfried Ludewig
Gottfried Ludewig (* 20. Oktober 1982 in Bonn) ist ein deutscher Politiker (CDU). Er  war ab April 2018 Chef der Abteilung für Digitalisierung des Gesundheitswesens im Bundesministerium für Gesundheit. Zuvor war er ab 2011 Mitglied des Berliner Abgeordnetenhauses. Dort war er Gesundheitspolitischer Sprecher und, seit Januar 2014, zudem stellvertretender Vorsitzender der CDU-Fraktion. Von 2008 bis 2010 war er Bundesvorsitzender des Rings Christlich-Demokratischer Studenten (RCDS) und von 2006 bis 2007 Vorsitzender des Allgemeinen Studentenausschusses (AStA) der Technischen Universität Berlin. Von März 2015 bis Oktober 2017 war Ludewig Senior Consultant bei der PricewaterhouseCoopers AG Wirtschaftsprüfungsgesellschaft.

## Leben

### Herkunft und Studium
Gottfried Ludewig kam 1982 als jüngstes von drei Geschwistern zur Welt. Sein Vater ist der frühere Politiker und Manager Johannes Ludewig (CDU). Nach seinem Abitur studierte Gottfried Ludewig von 2002 bis 2007 Volkswirtschaftslehre an der TU Berlin. Nach erfolgreichem Abschluss als Diplom-Volkswirt promovierte er zu dem Thema „Auf dem Weg zu neuen Rahmenbedingungen für den Krankenversicherungsmarkt – eine ordnungspolitische Analyse“. Die Arbeit schloss er 2013 ab und veröffentlichte diese im NOMOS-Verlag im Jahr 2014.

### Politische Laufbahn

#### AStA-Vorsitzender und Bundesvorsitzender des RCDS (2006–2010)
Während seines Studiums begann Ludewig sich politisch zu engagieren. Er war von 2006 bis 2008 Vorsitzender des Allgemeinen Studierendenausschusses (AStA) der TU Berlin. In dieser Funktion versuchte er die AStA-Druckerei wegen „Unwirtschaftlichkeit“ und des Druckens von „Propaganda für das linke Spektrum der Stadt“ zu schließen; die Druckerei-Angestellten gründeten gegen die Schließung einen Betriebsrat. Nach der Abwahl des von Ludewig geführten AStA kritisierte das Studierendenparlament der TU Berlin die „Verschleuderung von AStA-Eigentum, nicht funktionsfähige Organe der Studierendenschaft, Anwaltskosten in Höhe von 100.000 € und eine zweifache Nothaushaltsführung“ als „Bilanz des RCDS-AStA“. Nach der Abwahl blieb der AStA unter Führung Ludewigs mehrere Monate länger als vorgesehen im Amt, nachdem der mit RCDS-Leuten besetzte Studentische Wahlvorstand die Wahl des Studierendenparlaments für ungültig erklärt hatte.
Von 2008 bis 2010 war Ludewig Bundesvorsitzender der CDU-nahestehenden studentischen Vereinigung RCDS. In dieser Funktion war er auch Mitglied des Bundesvorstands der CDU. 2008 ließ die RCDS-Hochschulgruppe an der TU Berlin den RCDS-Bundesvorsitzenden Ludewig aus dem RCDS ausschließen. Das Bundesschiedsgericht erklärte den Ausschluss später für ungültig.

#### CDU-Kreisvorsitzender und Mitglied des Abgeordnetenhauses (2011–2018)
Im Jahr 2009 kandidierte Ludewig im Bundestagswahlkreis Berlin-Pankow erfolglos für den Deutschen Bundestag. Am 18. September 2011 gelang ihm bei der Wahl zum Abgeordnetenhaus von Berlin 2011 der Einzug in das Landesparlament. Er übernahm dort die Funktion als Gesundheitspolitischer Sprecher der CDU-Fraktion von seinem Vorgänger Mario Czaja.
2014 wurde er zum stellvertretenden Vorsitzenden der Berliner CDU-Fraktion gewählt. Ludewig zog über die Pankower Bezirksliste ins Abgeordnetenhaus ein.
Auf Landesebene setzt er sich besonders für die Stärkung von Forschung und Innovation im Gesundheitsbereich am Standort Berlin ein. Im Rahmen der Veranstaltungsreihe „Innovation meets politics“ hat er gemeinsam mit wesentlichen Akteuren einen Zehn-Punkte-Plan mit konkreten Maßnahmen erarbeitet. Ein weiteres Kernthema seiner Arbeit ist die Stärkung des Pflegebereichs. Unter anderem hat er einen Gesetzentwurf für die Schaffung einer Berliner Pflegekammer – als institutionalisierte Vertretung des Pflegebereichs – in das Berliner Abgeordnetenhaus eingebracht. Zudem ist er bekennender Unterstützer des Vereins Flussbad Berlin e. V., der sich für die Umwandlung des ungenutzten Spreearms entlang der Museumsinsel in ein Bad starkmacht.
Neben seiner Tätigkeit als Landespolitiker ist er auch kommunalpolitisch aktiv. Seit 2012 ist er Kreisvorsitzender der CDU-Pankow, seit 2009 Vorsitzender des Ortsverbands Pankow Nord.
Bei der Bundestagswahl 2017 kandidierte Ludewig für den Bundestagswahlkreis Berlin-Pankow, konnte sich allerdings nicht gegen Stefan Liebich durchsetzen. Er war jedoch erster Nachrücker für den Fall, dass ein Berliner CDU-Mandatsträger aus dem Bundestag ausscheidet.
Am 6. April 2018 gab er sein Abgeordnetenhausmandat zurück; für ihn rückte Dirk Stettner nach. Den Vorsitz des CDU-Kreisverbandes sowie den Vorsitz des CDU-Ortsverbandes legte er im Frühjahr 2021 nieder.

#### Karriere im Bundesministerium für Gesundheit (seit 2018)
Ende März 2018 wurde bekannt, dass Ludewig als Abteilungsleiter einer unter dem Bundesminister Jens Spahn neu geschaffenen Abteilung für Digitalisierung des Gesundheitswesens in das Bundesministerium für Gesundheit wechseln soll. Diese Stelle trat er im April 2018 an.

### Berufliche Laufbahn
Im März 2022 wechselte er auf die Position des Senior Vice President bei T-Systems Health Industrie.

## Kritik
In eine breite Öffentlichkeit gelangte Ludewig im Mai 2008, als er ein dem in Artikel 38 des Grundgesetzes gewährten Recht auf Gleichheit der Wahl widerstrebendes „doppeltes Wahlrecht für Leistungsträger“ forderte. Damit handelte er sich massive Kritik ein, entschuldigte sich jedoch im Anschluss mehrfach für diese Provokation.